# G. P. Pascuas
O G. P. Pascuas, também denominado Circuito de Pascuas é uma antiga prova ciclista espanhola disputada em Pamplona (Navarra). Organizada pela primeira vez em 1924, depois de 52 edições deixou de disputar-se depois de 1983.
Domingo Perurena foi o ciclista que mais vezes se impôs na prova ao conseguir alçar com o triunfo em seis ocasiões..

## Palmarés
| Ano                        | Ganhador                 | Segundo                     | Terceiro                       |
| -------------------------- | ------------------------ | --------------------------- | ------------------------------ |
| 1924                       | Remigio Loroño           | Segundo Barruetabena        | José Saura                     |
| 1925                       | Domingo Gutiérrez        | Cesareo Sarduy              | Salvador Artaza                |
| 1926                       | Jesús García             | Segundo Barruetabena        | Cesareo Sarduy                 |
| 1927                       | Ricardo Montero          | Leon Devos                  | René Vandenberghe              |
| 1928                       | Ricardo Montero          | Manuel López                | Enrique Aguirre                |
| 1929                       | Francisco Cepeda         | Luciano Montero             | Jesús Dermit                   |
| 1930                       | Vicente Trueba           | José Garcia                 | Valeriano Riera                |
| 1931-1934. Não se disputou |                          |                             |                                |
| 1935                       | Paul Larrouy             | Severiano Hevia             | Antonio Escuriet               |
| 1936                       | Antonio Escuriet         | Jesús Dermit                | Fermín Apalategui              |
| 1937-1939. Não se disputou |                          |                             |                                |
| 1940                       | Federico Ezquerra        | Fermín Trueba               | Francisco Goenaga              |
| 1941                       | José Lahoz               | Martín Abadía               | Benito Cabestreros             |
| 1942                       | Ignacio Orbaiceta        | Jesús Dermit                | Benito Cabestreros             |
| 1943                       | José Lahoz               | Benito Cabestreros          | Ignacio Orbaiceta              |
| 1944                       | Ignacio Orbaiceta        | Vicente Carretero           | José Campos                    |
| 1945                       | Ignacio Orbaiceta        | Joaquín Olmos               | Cipriano Aguirrezabal          |
| 1946                       | Dalmacio Langarica       | Miguel Poblet               | José Escolano                  |
| 1947                       | Miguel Gual              | Bernardo Capó               | Antonio Gelabert               |
| 1948                       | Miguel Poblet            | Dalmacio Langarica          | Antonio Martín                 |
| 1949                       | José Serra               | Hortensio Vidaurreta        | Vicente Marín                  |
| 1950                       | Jorge Vallmitjana        | Victorio García             | Victorio Ruíz                  |
| 1951                       | Alberto Sant             | Jaime Coscolluela           | Jaime Montaña                  |
| 1952                       | Antonio Gelabert         | Vicente Iturat              | Julián Aguirrezabal            |
| 1953                       | Mariano Corrales         | Vicente Iturat              | Pere Sant i Alentà             |
| 1954                       | Andrés Trobat            | Bernardo Ruiz               | Manuel Rodríguez Barros        |
| 1955                       | Vicente Iturat           | Gabriel Company             | Emilio Rodríguez Barros        |
| 1956                       | Miguel Bover             | Bernardo Ruiz               | José Escolano                  |
| 1957                       | René Marigil             | Robert Gibanel              | Carmelo Morales Erostarbe      |
| 1958                       | Bernardo Ruiz            | Jesús Galdeano              | Francisco Moreno               |
| 1959                       | Antonio Bertrán          | Carmelo Morales Erostarbe   | Miguel Pacheco                 |
| 1960. Não se disputou      |                          |                             |                                |
| 1961                       | Vicente Iturat           | Roberto Morales Erostarbe   | Juan Manuel Menéndez Gómez     |
| 1962                       | José Segu                | José Pérez-Francés          | Antón Barrutia                 |
| 1963                       | Juan José Sagarduy       | Roberto Morales Erostarbe   | José Pérez-Francés             |
| 1964                       | Luis Otaño               | Antón Barrutia              | Carlos Echeverría              |
| 1965                       | Carlos Echeverría        | Eusebio Vélez               | Antonio Blanco Martínez        |
| 1966                       | Juan José Sagarduy       | Domingo Perurena            | Fulgencio Sánchez Montesinos   |
| 1967                       | José Antonio Momeñe      | Carlos Echeverría           | José Maria Azcue               |
| 1968                       | Domingo Perurena         | Jaime Alomar                | José Pérez-Francés             |
| 1969                       | Domingo Perurena         | Carlos Echeverría           | José Manuel Lasa Urquía        |
| 1970                       | Luis Zubero              | Antonio Gómez del Moral     | Domingo Perurena               |
| 1971                       | Domingo Perurena         | José Manuel López Rodríguez | Ramón Sáez Marzo               |
| 1972                       | Santiago Lazcano         | José Luis Abilleira         | Francisco Galdós               |
| 1973                       | Jesús Esperanza          | José Grande                 | Luis Balagué Carreño           |
| 1974                       | Domingo Perurena         | Miguel María Lasa           | Francisco Javier Elorriaga     |
| 1975                       | Miguel María Lasa        | Domingo Perurena            | Jean-Jacques Fussien           |
| 1976                       | Domingo Perurena         | Agustín Tamames             | Francisco Javier Elorriaga     |
| 1977                       | J.A. González Linares    | Juan Pujol Pagés            | Antonio Menéndez González      |
| 1978                       | Domingo Perurena         | Daniele Tinchella           | Francisco Javier Elorriaga     |
| 1979                       | Manuel Esparza           | Jesús Suárez Cuevas         | Miguel María Lasa              |
| 1980                       | Enrique Martínez Heredia | Jesús Suárez Cuevas         | Miguel María Lasa              |
| 1981                       | Juan Fernández           | Eulalio García Pereda       | José Luis Viejo                |
| 1982                       | Faustino Rupérez         | Eulalio García Pereda       | Federico Echave                |
| 1983                       | Alfonso Gutiérrez        | Federico Echave             | Modesto Urrutibeazcoa Valencia |

## Palmarés por países
| País      | Vitórias |
| --------- | -------- |
| Espanha   | 50       |
| Argentina | 1        |
| França    | 1        |